# Cyrtorchis
Cyrtorchis – rodzaj roślin z rodziny storczykowatych (Orchidaceae). Są to epifity oraz rzadziej litofity, występujące w takich krajach i regionach jak: Angola, Burundi, Kamerun, Republika Środkowoafrykańska, Gwinea Równikowa, Kongo, Demokratyczna Republika Konga, Erytrea, Etiopia, Gabon, Ghana, Gwinea Bissau, wyspy Zatoki Gwinejskiej, Wybrzeże Kości Słoniowej, Kenia, Liberia, Malawi, Mozambik, Nigeria, Rwanda, Senegal, Sierra Leone, Eswatini, Tanzania, Togo, Uganda, Zambia, Zimbabwe oraz w pięciu prowincjach RPA: KwaZulu-Natal, Limpopo, Przylądkowa Zachodnia, Przylądkowa Północna, Przylądkowa Wschodnia.

## Morfologia
PokrójRośliny zielne o krótkich do długich, wyprostowanych lub wiszących pędach. Korzenie wyrastają wzdłuż całej długości łodygi, są wydłużone i rozgałęzione.
LiścieLiście skórzaste lub mięsiste, płaskie lub złożone, długie, na wierzchołku z niesymetrycznym wcięciem, u nasady stawowato połączone z pochwą, po odpadnięciu blaszki pozostawiają ją z ostrą krawędzią.
KwiatyKwiatostany pojedyncze lub w liczbie kilku na jednej roślinie, zwykle krótsze od liści, mało- lub wielokwiatowe, tworzą się w górnej części pędu i mają krótką szypułę, często pokrytą pochwiastymi, często okazałymi przysadkami. Kwiaty o listkach obu okółków podobnych, szeroko rozpostarte i często odgięte, słodko pachnące, białe, czasem z zielonkawą, różowawą lub brązowawą ostrogą. Warżka całobrzega lub delikatnie trójklapowa. Prętosłup krótki i mięsisty. Rostellum trójdzielne, zwieszone, z bocznymi klapami większymi od środkowej, na szczytach zwykle brodawkowanymi. Dwie pyłkowiny.
OwoceOskrzydlone, trójkanciaste lub sześciokanciaste torebki.

## Systematyka
Rodzaj sklasyfikowany do podplemienia Angraecinae w plemieniu Vandeae, podrodzina epidendronowe (Epidendroideae), rodzina storczykowate (Orchidaceae), rząd szparagowce (Asparagales) w obrębie roślin jednoliściennych.
Wykaz gatunków
- Cyrtorchis arcuata (Lindl.) Schltr.
- Cyrtorchis aschersonii (Kraenzl.) Schltr.
- Cyrtorchis brownii (Rolfe) Schltr.
- Cyrtorchis chailluana (Hook.f.) Schltr.
- Cyrtorchis crassifolia Schltr.
- Cyrtorchis erythraeae (Rolfe) Schltr.
- Cyrtorchis glaucifolia Summerh.
- Cyrtorchis guillaumetii (Pérez-Vera) R.Rice
- Cyrtorchis hamata (Rolfe) Schltr.
- Cyrtorchis henriquesiana (Ridl.) Schltr.
- Cyrtorchis injoloensis (De Wild.) Schltr.
- Cyrtorchis letouzeyi Szlach. & Olszewski
- Cyrtorchis monteiroae (Rchb.f.) Schltr.
- Cyrtorchis neglecta Summerh.
- Cyrtorchis okuensis Droissart, Azandi & M.Simo
- Cyrtorchis praetermissa Summerh.
- Cyrtorchis ringens (Rchb.f.) Summerh.
- Cyrtorchis seretii (De Wild.) Schltr.
- Cyrtorchis submontana Stévart, Droissart & Azandi